# Disbreen
Der Disbreen (japanisch かすみ氷河 Kasumi-hyōga, beiderseits übersetzt Undeutlicher Gletscher) ist ein breiter Gletscher an der Kronprinz-Olav-Küste des ostantarktischen Königin-Maud-Lands. Er mündet unmittelbar östlich des Kasumi Rock in die Kosmonautensee.
Teilnehmer einer von 1957 bis 1962 dauernden japanischen Antarktisexpedition kartierten, fotografierten und benannten ihn. Norwegische Kartografen übertrugen die Benennung ins Norwegische. Im englischen Sprachraum ist er als Kasumi Glacier geläufig.